# Sadeq Mohammad Khan V
Sadeq Mohammad Khan V (Bahawalpur, 29 settembre 1904 – Londra, 24 maggio 1966) fu nawab di Bahawalpur dal 1907 al 1955.

## Biografia

### I primi anni
Sadeq Muhammad Khan Abbasi nacque al forte di Derawar il 29 settembre 1904, unico figlio ed erede di Haji Nawab Muhammad Bahawal Khan Abbasi V, nawab dello stato di Bahawalpur. Quando aveva appena due anni e mezzo, suo padre si ammalò gravemente e morì mentre si trovava in mare, lungo le coste di Aden, il 15 febbraio 1907, lasciando Sadeq al ruolo di governante di Bahawalpur. Egli venne educato all'Aitchison College di Lahore. All'età di 15 anni, Sadeq combatté nella Terza guerra anglo-afghana nel 1919, ottenendo il titolo di cavaliere nel 1922 quando raggiunse la maggiore età e due anni più tardi ottenne ufficialmente i pieni poteri da Lord Reading.
Nel 1929 visitò l'Egitto dove fu ospite del re locale. Appassionato di automobili, acquistò una Rolls Royce Phantom car, 45WR da Thrupp & Maberly, uno dei due venditori di automobili all'epoca presenti al Cairo. Qui egli contrasse anche matrimonio con una principessa ottomana, divorziando da una delle sue precedenti mogli. Il certificato di matrimonio venne siglato il 6 ottobre 1929 con la principessa Hamide Nermin Nezahat Sultan (27 gennaio 1923 – 7 novembre 1998), la quale aveva una vasta cultura per la sua età ed era già in grado di parlare fluentemente turco e francese. Ella era inoltre figlia del principe Şehzade Mahmud Sevket Efendi, figlio a sua volta del sultano Abdul Aziz I dell'Impero ottomano, e della principessa sua cugina Adile Hanımsultan Hanım Efendi. Ad ogni modo dopo due soli anni di matrimonio, l'accordo venne rotto ed i due divorziarono.

### Regnante del Bahawalpur
Lo stato di Bahawalpur sotto il suo governo venne considerato uno degli stati sovrani più importanti del Punjab. Il governo locale godeva di speciali privilegi garantiti a stati più grandi come Libano o Kuwait. La sua popolazione era di due volte più grande di quella degli Emirati Arabi Uniti e i suoi regnanti godevano dal 1866 di una particolare precedenza nell'accesso al viceré indiano per consultazioni. Durante la minore età del nawab già il governo britannico era intervenuto nel governo locale proponendo la supervisione di 39 maulvi capeggiati da sir Rahim Bakhsh per la reggenza dello stato sino alla maggiore età del principe. Grande attenzione venne tributata in questo periodo all'educazione del sovrano che iniziò il suo percorso di formazione in un collegio di Lahore e completò i suoi studi in Inghilterra. Egli aveva grandi attitudini per il mondo militare ed ottenne dall'Impero britannico grandi titoli in tal senso. Il viceré dell'India, Lord Reading, gli concesse la piena autorità l'8 marzo del 1924.
Sir Sadeq continuò la sua carriera militare nel British Indian Army, dove era entrato nel 1921 col grado di tenente; dal 1932 era già maggiore e nel 1941 tenente colonnello, al comando di alcune truppe nel medioriente durante la Seconda guerra mondiale. Dal 1933, fu anche membro della Camera dei Principi e dal 1940 divenne membro dell'Indian Defence Council. Promosso maggiore generale nel 1946, l'anno seguente, il 15 agosto 1947, Sir Sadeq venne promosso al titolo di emiro di Bahawalpur. Entrò a far parte del dominion del Pakistan un mese dopo.

### Gli ultimi anni
Dopo l'indipendenza del Pakistan nel 1947, il nawab diede prova di essere largamente generoso col governo da poco costituito donando settanta milioni di rupie. Egli donò gran parte delle sue proprietà private all'Università del Punjab, al King Edward Medical College ed al Mosque of Aitchison College di Lahore. Al tempo dell'indipendenza tutti gli stati principeschi dell'Asia meridionale poterono scegliere se aderire al Pakistan o all'India. Per convincere il nawab a rimanere in India, Pandit Nehru si recò da lui mentre era a Londra e gli offrì numerosi incentivi ma egli declinò l'offerta. Il 5 ottobre 1947 egli siglò un accordo col governo del Pakistan e pertanto aderì al nuovo stato di cui fu il primo componente. Il fattore principale di questa scelta furono i sentimenti filo-islamici della maggioranza della popolazione del Bahawalpur. Inoltre, il nawab e Quaid-i-Azam erano vecchi amici ed avevano grande rispetto l'uno per l'altro già prima della creazione del Pakistan. L'Ameer of Bahawalpur Refugee Relief and Rehabilitation Fund venne istituito nel 1947 per sostenere i rifugiati del territorio del Bahawalpur e la loro riabilitazione.
Nel 1953, sir Sadeq rappresentò il Pakistan all'intronizzazione del re Faisal II dell'Iraq e all'incoronazione della regina Elisabetta II del Regno Unito, che era anche regina del Pakistan. Nel 1955 venne siglato un accordo tra il nawab Sadiq Muhammad ed il generale Ghulam Muhammad Malik secondo il quale lo stato di Bahawalpur sarebbe divenuto parte della provincia del Pakistan Occidentale e de facto il nawab avrebbe ricevuto di fatto uno stipendio da parte del governo pakistano, mantenendo i propri titoli e la precedenza nel protocollo di stato. Il 24 maggio 1966 il nawab Sadeq, ultimo regnante di Bahawalpur, morì a Londra; il suo corpo venne riportato a Bahawalpur e sepolto nella tomba dei suoi antenati al forte di Derawer. Il suo figlio primogenito Haji Muhammad Abbas Khan Abbasi Bahadur gli succedette al titolo onorifico di nawab di Bahawalpur, ma non ebbe più cariche né politiche e né amministrative nello stato. Suo nipote Salah ud-Din Muhammad Khan è l'attuale detentore del titolo.

## Residenze

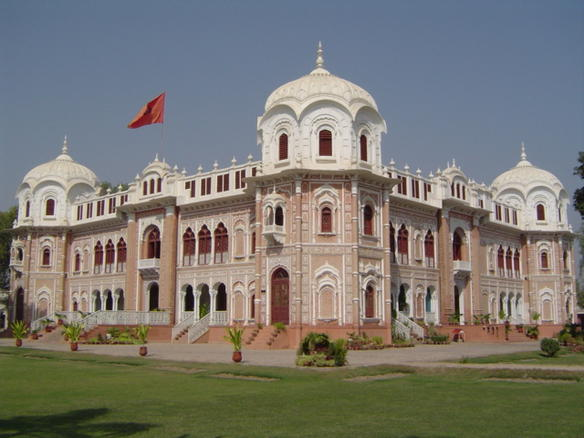
Darbar Mahal, palazzo principale del nawab
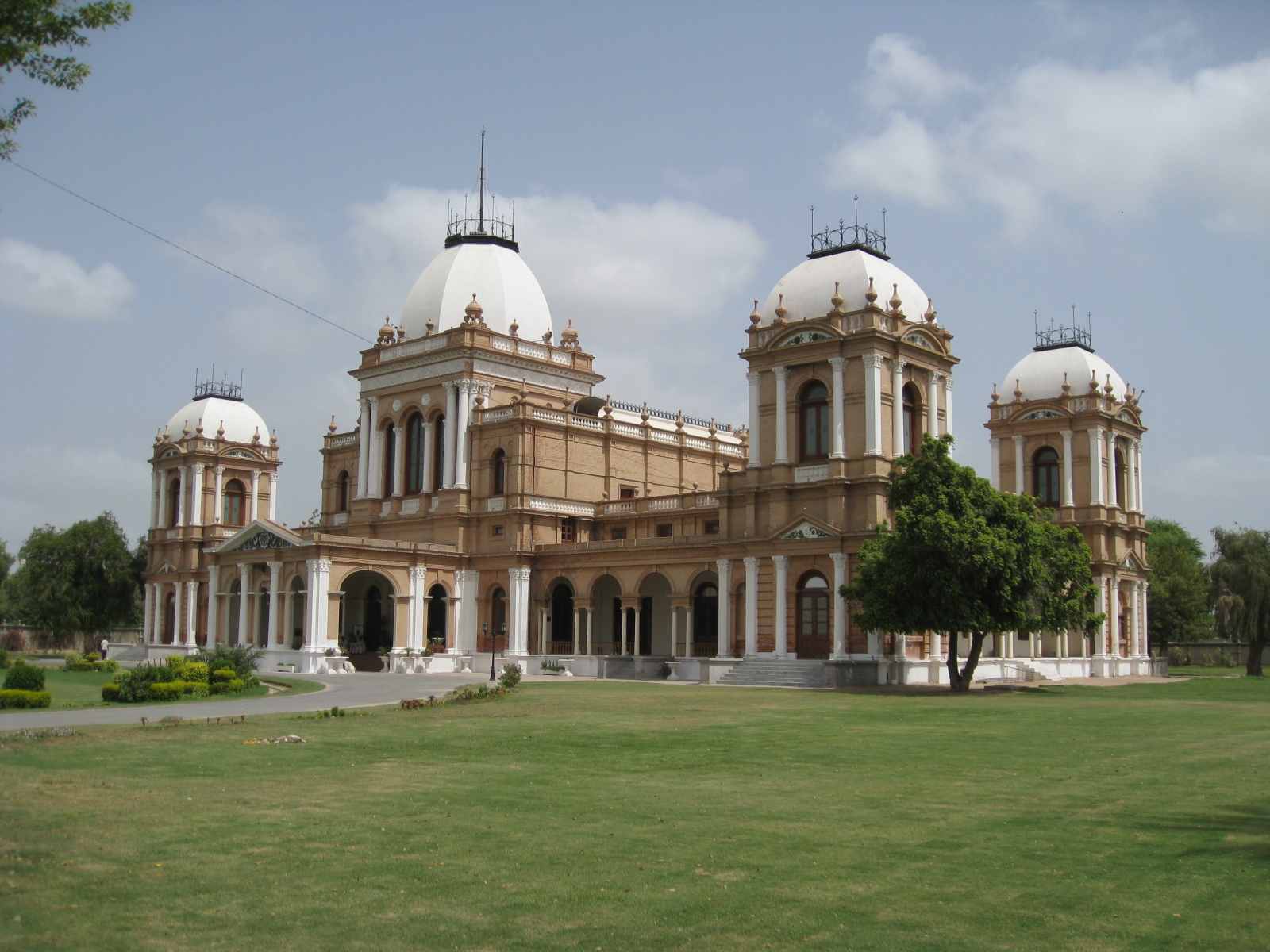
Noor Mahal a Bahawalpur, altro palazzo del nawab